# 時瀾
时澜（?—?），字子澜，号南堂。兰溪（今湖北蕲水县）人。
早年師事吕祖谦。淳熙八年（1181年）辛丑进士，累官朝散郎，通判台州。吕祖谦辑《书》说，未寫定而卒，時瀾續其書，原书始於《洛诰》，止於《泰誓》，時瀾補《尧典》至《召诰》。有《南堂集》。有子時少章。